# Anta da Lapeira I
Die Anta da Lapeira I (auch als Anta da Tapada I bekannt) ist ein portugiesischer Dolmen. Sie liegt links der Straße von Pavia nach Vimieiro, etwa einen Kilometer südöstlich von Pavia im Distrikt Évora im Alentejo. Anta ist die portugiesische Bezeichnung für etwa 5000 Megalithanlagen oder Dolmen, die während des Neolithikums im Westen der Iberischen Halbinsel von den Nachfolgern der Cardial- oder Impressokultur errichtet wurden. 
Der Dolmen gehört zu den Megalithen im Distrikt Évora und ist in einem guten Zustand. Er besteht aus einer polygonalen Kammer mit sieben Tragsteinen, die sich rautenartig zur Seite geneigt haben, aber in der Form verblieben. Die Kammer hat etwa 3,4 m Durchmesser und ist 2,5 m hoch. Die Deckplatte liegt auf, aber vom Gang ist nur ein Stein erhalten.
Die Anta stammt aus der Kupfersteinzeit und ist noch nicht als Kulturerbe eingestuft und daher nicht per Gesetz geschützt.
Etwa 300 m entfernt liegt die nur in Resten erhaltene Anta da Lapeira II.